# 波多利亞省

波多利亞省省徽

波多利亞省（羅馬化：Podilska huberniia，羅馬化：Podolskaya guberniya）是俄羅斯帝國的一個省，範圍大致包括烏克蘭西部的赫梅利尼茨基州中南部和文尼察州。面積42,567平方公里，1897年人口3,018,299。首府卡緬涅茨-波多利斯基。

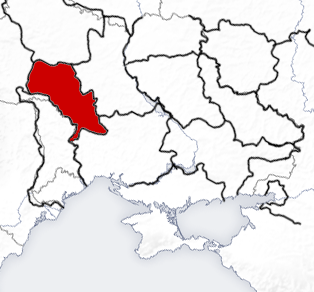
波多利亞省的位置

1797年建省。1832年起受基輔總督區管轄。1925年被撤銷。